# المدرسة (يريم)

تعديل مصدري - تعديل

المدرسة محلة تابعة لقرية رباط الرميشي، التابعة لعزلة عبيدة بمديرية يريم إحدى مديريات محافظة إب في الجمهورية اليمنية.، بلغ تعداد سكانها 254 حسب تعداد اليمن لعام 2004.